# Neohydrocoptus bosschae
Neohydrocoptus bosschae is een keversoort uit de familie diksprietwaterkevers (Noteridae). De wetenschappelijke naam van de soort werd in 1892 gepubliceerd door Maurice Auguste Régimbart.